# Kaos (film)
 (mai 2024).
Si vous disposez d'ouvrages ou d'articles de référence ou si vous connaissez des sites web de qualité traitant du thème abordé ici, merci de compléter l'article en donnant les références utiles à sa vérifiabilité et en les liant à la section « Notes et références ».
Pour les articles homonymes, voir Kaos.
Pour plus de détails, voir Fiche technique et Distribution.
Kaos, contes siciliens est un film italien des frères Paolo et Vittorio Taviani, sorti en 1984. Le film est l'adaptation de cinq nouvelles des recueils Nouvelles pour une année de Luigi Pirandello. Kaos est le nom en sicilien d'un village des environs d'Agrigente.

## Synopsis
Le film se déroule en quatre temps dont un épilogue ; le fil conducteur en est un corbeau noir planant au-dessus de la Sicile de Pirandello, une clochette accrochée au cou, et qui fait la liaison entre chaque temps.
1) L'Autre Fils (L'altro figlio) raconte la haine qu'une mère — interprétée par Margarita Lozano — entretient à l'égard d'un de ses fils, dont la troublante apparence physique semble être la vive réincarnation de l'homme qui l'a violée.
2) Mal de lune (Mal di luna) montre l'amour, l'angoisse et le désir d'une jeune mariée, Sidora, confrontée au mal inconnu de son mari Batà. Ce dernier en effet, les nuits de pleine lune, est soudain mû d'une violence incontrôlable...
3) Requiem (Requiem) dépeint la lutte de paysans contre les administrateurs bourgeois de la ville voisine, Ragusa, afin de pouvoir enterrer leur patriarche sur leurs hautes terres de Margari, et non dans le cimetière de la lointaine agglomération.
4) Épilogue : entretien avec la mère (Epilogo: colloquio con la madre), Pirandello parle avec le fantôme de sa mère d'une histoire qu'il a voulu écrire, mais qu'il n'a pas pu faire, faute de trouver les mots. Ce court épilogue est prétexte à un flashback et à l'évocation de la relation fils-mère.
Dans la version exploitée en France, il manque une autre histoire (La Jarre) : celle d'un propriétaire qui fait réparer une jarre d'huile par un artisan, ce dernier s'y retrouve alors enfermé (avec le célèbre duo d'habitude comique Franco et Ciccio).
La sortie du film en DVD en 2006 permet de reconstituer l'ensemble du film, très peu diffusé, et donc, longtemps mythique pour ses spectateurs. On peut préciser pour finir que la bande originale est, sans doute, l'un des chefs-d'œuvre de Nicola Piovani.

## Fiche technique
- Titre original : Kaos
- Réalisation : Paolo et Vittorio Taviani
- Scénario : P. et V. Taviani, Tonino Guerra, d'après quatre des Nouvelles pour une année de Luigi Pirandello
- Photographie : Giuseppe Lanci
- Prise de vues aériennes : Folco Quilici
- Son direct : Sandro Zanon
- Décors : Francesco Bronzi
- Costumes : Lina Nerli Taviani
- Musique : Nicola Piovani
- Montage : Roberto Perpignani
- Production : Giuliani G. De Negri pour FilmTre/RAIUno
- Genre : Drame
- Durée : 188 minutes
- Présenté hors compétition à la Mostra de Venise 1984
- Dates de sortie
  - Italie : novembre 1984
  - France : janvier 1985

## Distribution
- Margarita Lozano : Mariagrazia, la mère, dans L'Autre Fils
- Orazio Torrisi : le fils maudit
- Carlo Cartier : le jeune docteur
- Claudio Bigagli : Batà dans Mal de lune
- Massimo Bonetti : Saro dans Mal de lune, et le cocher dans Entretien avec la mère
- Enrica Maria Modugno : Sidora
- Franco Franchi : Zi' Dima dans La Jarre
- Ciccio Ingrassia : Don Lollò dans La Jarre
- Biagio Barone : Salvatore dans Requiem
- Laura Mollica : la fille et Francesca dans L'Autre Fils et Requiem
- Omero Antonutti : Pirandello, l'auteur des contes, dans Entretien avec la mère
- Regina Bianchi : la mère de Pirandello.

## Les frères Taviani et Pirandello
- Paolo et Vittorio Taviani, à la recherche de nouveaux chemins, sentirent le besoin de retourner en Sicile. Or, un soir, dans la chambre de leur hôtel, sur la table de nuit, ils découvrirent les Nouvelles pour une année de Luigi Pirandello. Essentiellement marqués par le Pirandello métaphysique du théâtre, les frères Taviani furent émerveillés par un Pirandello plus poétique et beaucoup plus proche du milieu populaire. « Au fond, la véritable identité de l'écrivain est celle de l'homme qui a recueilli - à travers les histoires que lui racontait sa nourrice - ces récits profondément enracinés dans la Sicile », affirment-ils. Mais, surtout, à travers ces contes, transmis originellement par tradition orale, les frères Taviani comprirent qu'ils tenaient le sujet de leur prochain film. « Ainsi est né Kaos », concluent-ils[1].
- La nouvelle manquante dans la version française, La giara (La Jarre), est ainsi commentée par Vittorio Taviani : « L'unique nouvelle que nous avons acceptée pleinement, c'est La giara car elle a une construction mathématique. (...) Elle a été consciemment respectée, comme l'on respecte un théorème. Nous avons posé comme seule condition, avoir Franco Franchi et Ciccio Ingrassia comme interprètes. Ces deux comiques siciliens très populaires étaient capables de sentir s'il y avait quelque chose de vrai et de mystérieux dans ce récit, sinon il n'existait pas »[1].
- Paolo Taviani rapporte une anecdote que leur ont racontée de vieux spécialistes de Luigi Pirandello : « Quand l'écrivain mourut, il laissa un testament dans lequel il souhaitait être incinéré et ses cendres portées à Kaos, dans sa propriété sicilienne. (...) en 1936, la crémation était interdite : Pirandello fut enterré à Rome. Le corps a été incinéré après la guerre et le directeur du musée Pirandello à Agrigente a mis les cendres dans une urne pour les transporter à Kaos. (...) Quand il s'installa dans l'avion, il y avait des gens qui jouaient aux cartes et ceux-ci lui empruntèrent la valise pour jouer plus commodément. Ils ont donc joué aux cartes sur les cendres de l'écrivain. (...) Arrivé en Sicile, il (le directeur du musée) découvrit un autre problème : l'arbre sous lequel voulait reposer Pirandello se trouvait dans une parcelle qui avait été vendue à un paysan et celui-ci ne voulait pas la restituer. Il fut alors exproprié par la mairie (...) Il y a une dizaine d'années, la télévision fit un reportage sur cette tombe. On interrogea ce paysan qui répondit : « Pour moi Pirandello est un voleur, il m'a volé ma terre. » (...) » et, Paolo Taviani de conclure : « (...) nous avions même pensé finir le film sur cet épisode. On ne peut imaginer quelque chose de plus pirandellien que cette histoire[1] ».

## Autour du film
- Si la version distribuée dans les salles avait dépendu du seul choix des réalisateurs, elle se serait limitée au prologue et à trois épisodes, à savoir L'altro figlio, Mal di luna et enfin Colloquio con la madre. L'ensemble des épisodes n'était destiné qu'à la télévision. Lorsque le film fut présenté au Festival de Venise, il reçut un accueil enthousiaste et il fallut le sortir dans une version plus longue. On a ajouté La giara dans l'édition italienne et Requiem dans la version française. Aux États-Unis, en revanche, le film fut diffusé dans son intégralité.
- Pourquoi Kaos ? Après le prologue au corbeau, lien unificateur des récits, le film place en exergue la belle identification personnelle de Luigi Pirandello : « ... Je suis donc l'enfant du chaos : et non par allégorie, mais selon la vérité du réel, car je suis né dans une de nos campagnes, qui se trouve près d'un bois touffu, que les habitants de Girgenti[note 1] appellent Cavasu, corruption dialectale de l'original et ancien grec Kaos ».